# ジブコ エッジ540
ジブコ エッジ540
パースのラングレーパークで飛行するエッジ540（レッドブル・エアレース2006）
- 用途：アクロバット機・エアレーサー
- 製造者： アメリカ合衆国 ジブコ・エアロノーティクス
- 運用状況：現役

ジブコ エッジ540（英：Zivko Edge 540）は、アメリカ合衆国のジブコ・エアロノーティクス社が製造している曲技飛行用飛行機。

## 概要

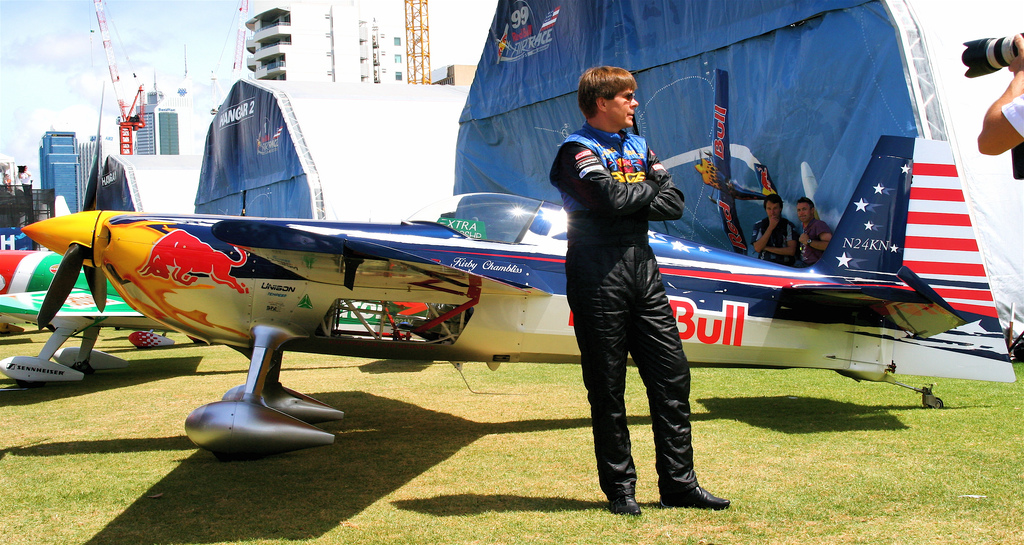
エッジ540と自身も開発に参加したカービー・チャンブリス（2006年）

曲技飛行士であるカービー・チャンブリスの意向を組んで開発された、高い操縦性と整備性を有する無制限曲技機。機体は単発単座の肩翼機で、降着装置は固定された尾輪式。キャノピーは左開きである。下方の視界が悪いため、機体下部の側面の一部に透明なパーツが採用されている。
軽量であるが堅牢な複合材で成形された鋼管製骨組を持ち、舗装されていない芝生で離着陸や激しい機動にも耐えられる機体強度を有する。420 deg/s（度毎秒）の横転率と3,700 FPM（フィート毎分）の上昇率を発揮する高性能機であるが、修理・改造が容易で価格も3千万円前後に抑えられているため、プロだけでなくアマチュアにも人気が高く、1990年代半ばから国際的な曲技飛行競技会でいくつかの勝利を掴んでいる。
レッドブル・エアレース・ワールドシリーズのマスタークラスに参戦する選手には改良モデルである540 V2が提供されており、自身もレースに参加しているチャンブリスの他、室屋義秀、マイケル・グーリアン、ハンネス・アルヒなど多くの選手が乗機としていた。2016年からは、カーボン素材の見直しによる軽量化や機体形状の空力的改良など、レッドブル・エアレースに最適化された540 V3が最新モデルとなる。レギュレーションでウィングレットの追加や風防の形状変更などが許可されているため選手により吸気口などの形状が異なる。特に室屋の機体は変更点が多く、540 V3.5とも呼ばれている。
機体形状はほぼそのままで、教官が同乗できるタンデム複座モデル540Tも併売されており、高度な曲技飛行の練習機としても多く利用されている。
2018年レッドブル・エアレース・ワールドシリーズからはチャレンジャークラスの機体もジブコ エッジ540 V2に変更となる。機体塗装は1号機（機体記号：N12NM）が青色、2号機が黄色（N540PB）、3号機が赤色をベースにチャレンジャークラスの表記がされている。

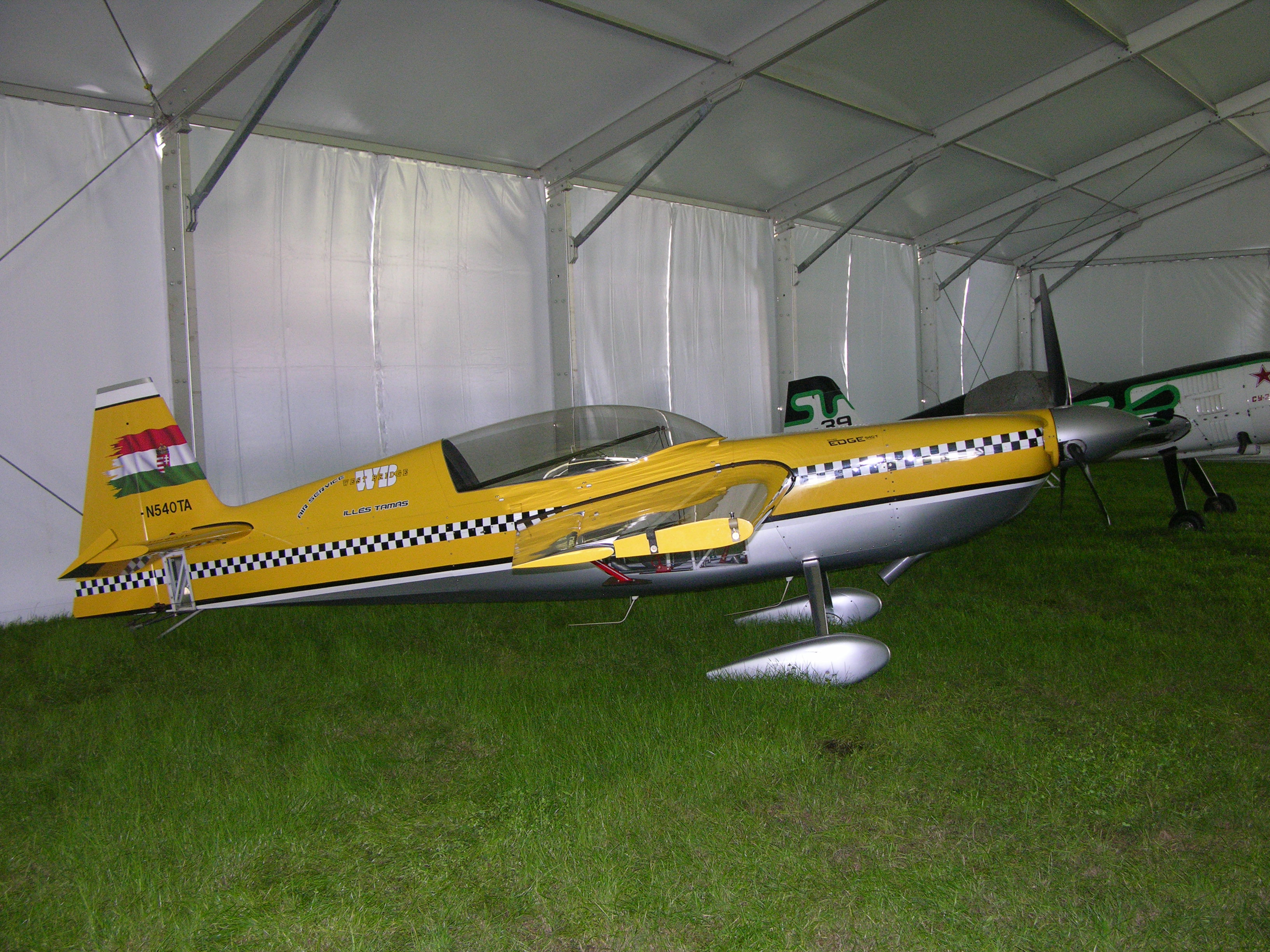
エッジ540T
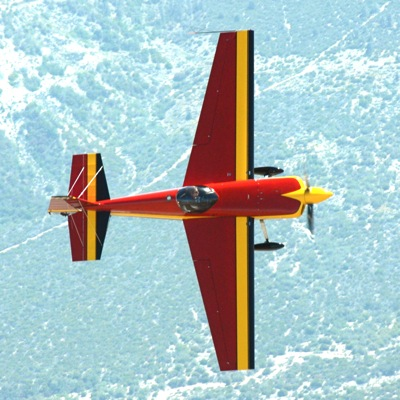
古いバージョンのエッジ540
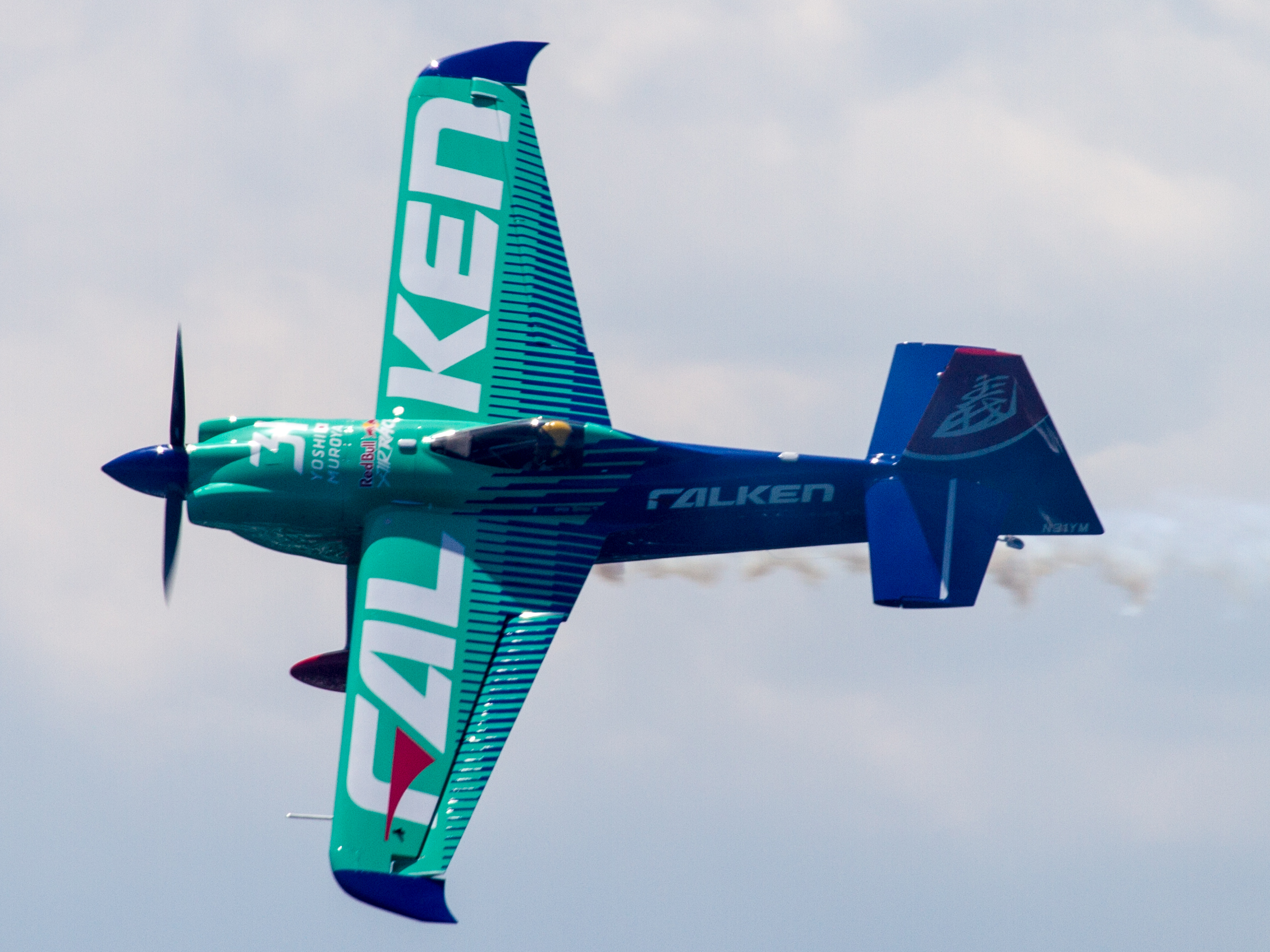
室屋義秀のエッジ540 V3.5（2017年）
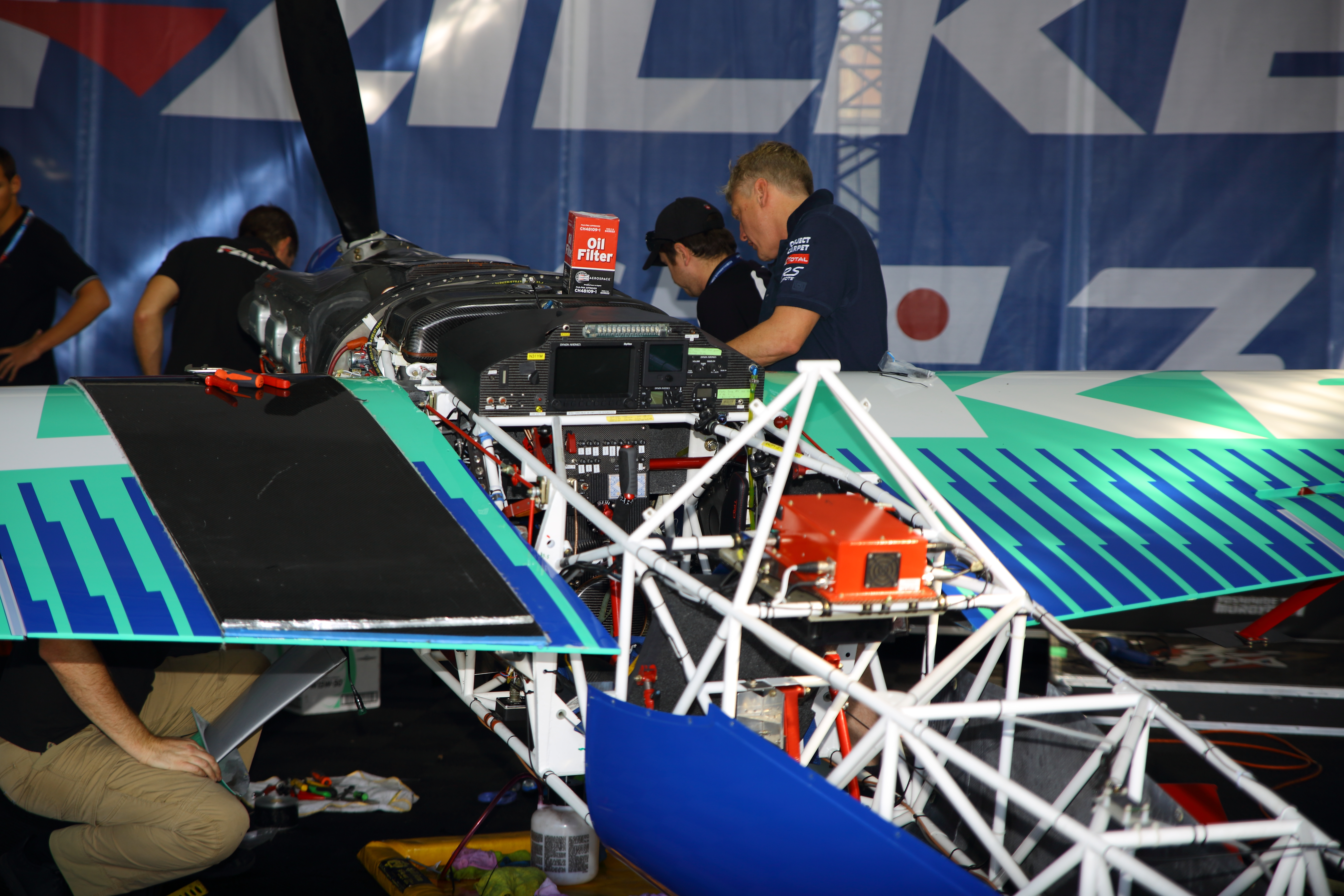
操縦席付近の骨組（エッジ540 V3.5）
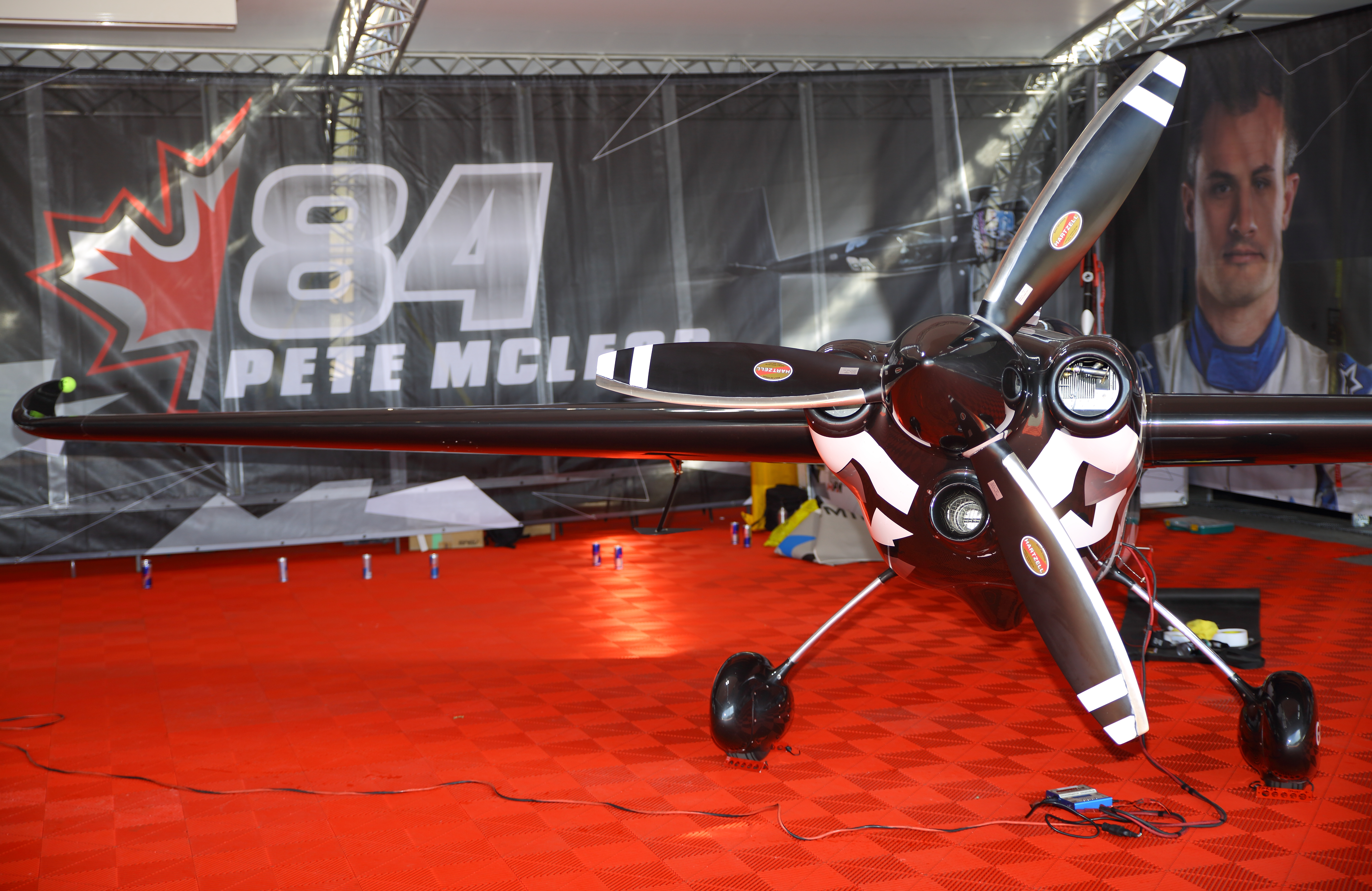
ピート・マクロードの機体（2017年）
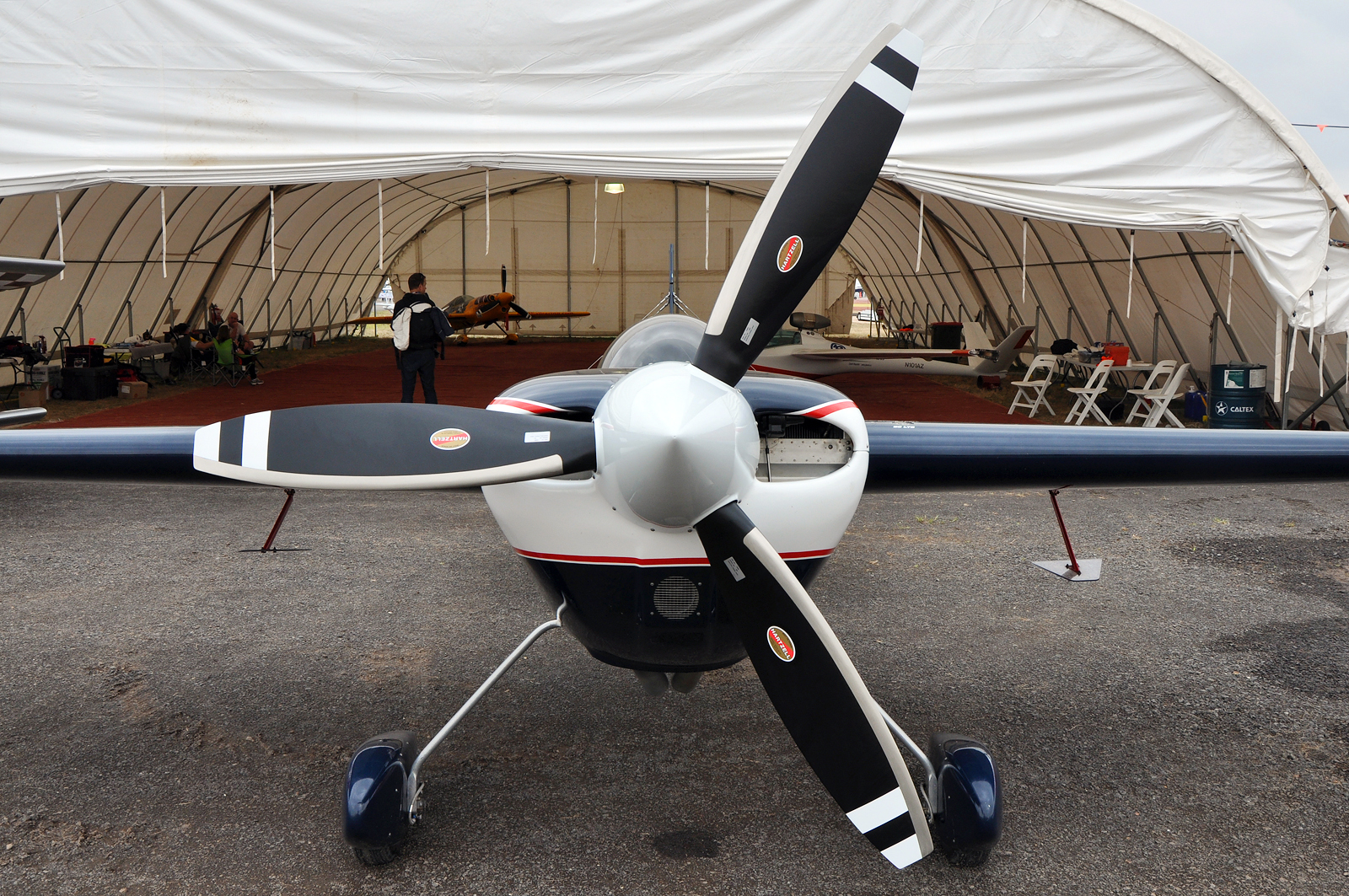
標準仕様の機首
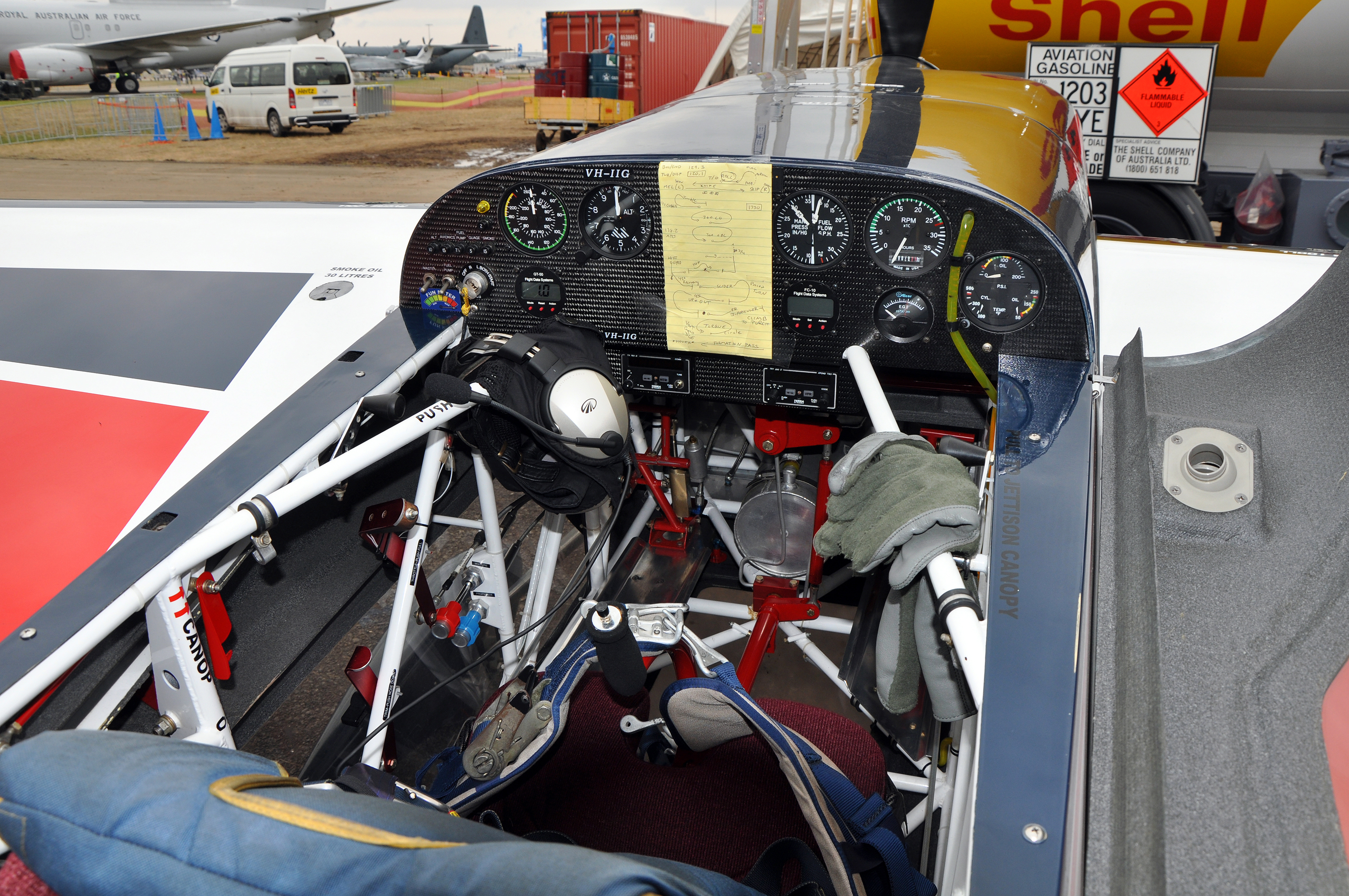
標準仕様の操縦席
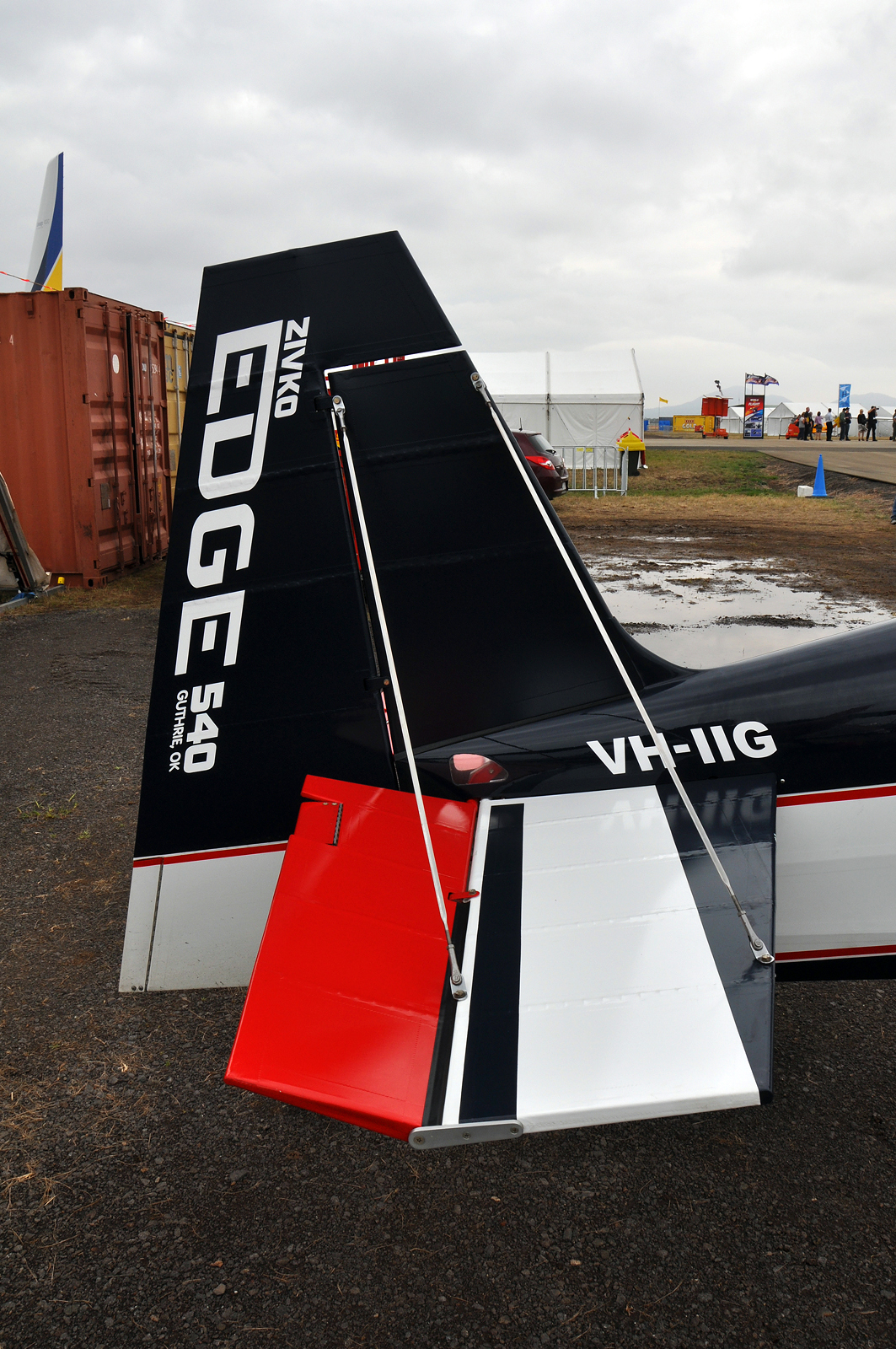
標準仕様の尾翼

## 諸元
エッジ540の2007年モデル（レッドブル・エアレース・ワールドシリーズのマスタークラス用）。
出典: Edge Air Races Datasheet
諸元
- 乗員: 1名
- 全長: 6.27 m （20 ft 7 in）
- 全高: 2.87 m （9 ft 5 in）
- 翼幅: 7.42 m（24 ft 4 in）
- 翼面積: 9.1 m2 （98 ft2）
- 空虚重量: 531 kg （1,170 lb）
- 最大離陸重量: 816 kg （1,800 lb）
- 動力: ライカミング AEIO-540（英語版） 空冷水平対向6気筒、254 kW （340 hp）   × 1

性能
- 最大速度: 425.97 km/h  （265 mph）
- 上昇率: 1,128 m/min at 425 m （3,700 ft/min）